# دا ان
دا ان (به لاتین: Da'an District, Zigong) یک سکونتگاه مسکونی در جمهوری خلق چین است که در زیگانگ واقع شده‌است.

## خصوصیات
دا ان ۴۰۰ کیلومترمربع مساحت و ۴۵۶٬۰۰۰ نفر جمعیت دارد و ۳۵۱ متر بالاتر از سطح دریا واقع شده‌است.